# B5 médium
Gamborg et al. (1968) zkráceně B5 médium je široce používané živné médium, které bylo vyvinuto pro kultivování buněčných suspenzí sóji v podmínkách in vitro. Je velice podobné médiu PRL-4. Od tohoto média byla odvozena jiná méně známá média: De Greef a Jacobs (1979) a Savage et al. (1979).